# Paralimna insolita
Paralimna insolita är en tvåvingeart som beskrevs av Timothy M. Cogan 1968. Paralimna insolita ingår i släktet Paralimna och familjen vattenflugor.
Artens utbredningsområde är Kongo. Inga underarter finns listade i Catalogue of Life.